# Liste der Bodendenkmale in Schenkendöbern
In der Liste der Bodendenkmale in Schenkendöbern sind alle Bodendenkmale der brandenburgischen Gemeinde Schenkendöbern und ihrer Ortsteile aufgelistet. Grundlage ist die Veröffentlichung der Landesdenkmalliste mit dem Stand vom 31. Dezember 2020.
Die Baudenkmale sind in der Liste der Baudenkmale in Schenkendöbern aufgeführt.
|    | Gemarkung                      | Flur        | Kurzansprache | Bodendenkmalnummer | Bemerkung | Bild |
| -- | ------------------------------ | ----------- | --- | ------------------ | --------- | ---- |
| 1  | Atterwasch (Lage)              | 2           | Friedhof deutsches Mittelalter, Dorfkern deutsches Mittelalter, Kirche Neuzeit, Kirche deutsches Mittelalter, Friedhof Neuzeit, Dorfkern Neuzeit                                                     | 120352             |           |      |
| 2  | Atterwasch (Lage)              | 1, 2, 7, 10 | Dorfkern deutsches Mittelalter, Dorfkern Neuzeit | 120493             |           |      |
| 3  | Bärenklau (Lage)               | 2           | Gräberfeld Eisenzeit, Gräberfeld Bronzezeit | 120353             |           |      |
| 4  | Grabko (Lage)                  | 2           | Dorfkern deutsches Mittelalter, Dorfkern Neuzeit | 120683             |           |      |
| 5  | Grano (Lage)                   | 3           | Turmhügel Neuzeit, Turmhügel deutsches Mittelalter, Dorfkern deutsches Mittelalter, Friedhof deutsches Mittelalter, Dorfkern Neuzeit, Kirche deutsches Mittelalter, Kirche Neuzeit, Friedhof Neuzeit | 120023             |           |      |
| 6  | Groß Drewitz (Lage)            | 1           | Dorfkern deutsches Mittelalter, Dorfkern Neuzeit | 120119             |           |      |
| 7  | Groß Gastrose (Lage)           | 4           | Steinkreuz deutsches Mittelalter | 120044             |           |      |
| 8  | Groß Gastrose (Lage)           | 4           | Dorfkern deutsches Mittelalter, Dorfkern Neuzeit | 120587             |           |      |
| 9  | Groß Gastrose, Kerkwitz (Lage) | 5, 3        | Rast- und Werkplatz Mesolithikum | 120781             |           |      |
| 10 | Kerkwitz (Lage)                | 2           | Dorfkern deutsches Mittelalter, Dorfkern Neuzeit | 120692             |           |      |
| 11 | Kerkwitz (Lage)                | 3           | Siedlung Eisenzeit | 120782             |           |      |
| 12 | Kerkwitz (Lage)                | 3           | Rast- und Werkplatz Steinzeit | 120784             |           |      |
| 13 | Kerkwitz (Lage)                | 2           | Siedlung Neolithikum | 120785             |           |      |
| 14 | Krayne (Lage)                  | 1           | Rast- und Werkplatz Mesolithikum | 120178             |           |      |
| 15 | Krayne (Lage)                  | 1           | Rast- und Werkplatz Mesolithikum, Siedlung Bronzezeit | 120179             |           |      |
| 16 | Krayne (Lage)                  | 1           | Dorfkern Neuzeit, Dorfkern deutsches Mittelalter | 120181             |           |      |
| 17 | Lauschütz (Lage)               | 1           | Siedlung slawisches Mittelalter, Dorfkern deutsches Mittelalter, Dorfkern deutsches Mittelalter, Dorfkern Neuzeit                                                                                    | 120209             |           |      |
| 18 | Pinnow (Lage)                  | 1, 2        | Kirche deutsches Mittelalter, Siedlung Eisenzeit, Siedlung Bronzezeit, Dorfkern Neuzeit, Friedhof deutsches Mittelalter, Friedhof Neuzeit, Kirche Neuzeit, Dorfkern deutsches Mittelalter            | 120227             |           |      |
| 19 | Reicherskreuz (Lage)           | 2, 3, 5     | Friedhof Neuzeit, Friedhof deutsches Mittelalter, Dorfkern Neuzeit, Kirche Neuzeit, Dorfkern deutsches Mittelalter, Kirche deutsches Mittelalter                                                     | 120266             |           |      |
| 20 | Schenkendöbern (Lage)          | 6           | Dorfkern deutsches Mittelalter, Dorfkern Neuzeit, Einzelfund Neolithikum | 120436             |           |      |
| 21 | Sembten (Lage)                 | 1           | Siedlung Eisenzeit, Siedlung Bronzezeit | 120264             |           |      |
| 22 | Sembten (Lage)                 | 2           | Mühle Neuzeit, Dorfkern deutsches Mittelalter, Dorfkern Neuzeit, Kirche deutsches Mittelalter, Kirche Neuzeit, Friedhof deutsches Mittelalter, Friedhof Neuzeit                                      | 120265             |           |      |
| 23 | Staakow (Lage)                 | 1           | Dorfkern Neuzeit, Dorfkern deutsches Mittelalter | 120245             |           |      |